# Азманови
Азманови е български род от Стара Загора. Някои от представителите на рода са сред първите старозагорски индустриалци. Те започват да развиват своята дейност в началото на XX век.

## Дейност на дружеството „Братя Христо Азманови“
През 1908 година се образува дружество „Тодор Д. Азманов и синове“, преименувано по-късно на „Братя Христо Азманови“. Фабриката за син камък на братя Азманови е построена през 1910 – 1914 г. и е единствено в страната по това време. През 1918 г. се създава Събирателното дружество „Братя Азманови“ с предмет на дейност химическа фабрика и металургичен завод.
Братята Иван, Милан и Петър Азманови започват с фабриките за син камък и бурета по време на войните (1912 – 1919), търгуват със сярна и солна киселина, отварят фабрика за растителни масла и през 1920-те години – търговска кантора за внос на бакър от Англия, Австрия и Индия. Поддържа икономически връзки с Югославия, Англия, Италия, Германия, Унгария. След световната икономическа криза от 1929 г. започват и да разработват медните находища в местността „Мечи кладенец“ по пътя за село Старозагорски бани. През 1936 година отварят фабрика за производство на валцовани медни листи. Фабриката за син и зелен камък е национализирана през 1949 г.